# Madridejos, Cebu

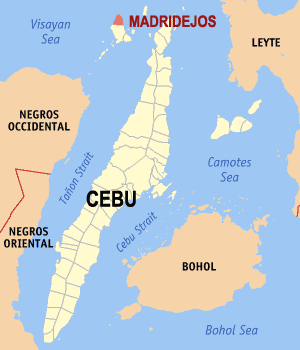
Bản đồ Cebu với vị trí của Madridejos

Madridejos là một đô thị hạng 4 của tỉnh Cebu, Philippines. Đây là một trong 3 đô thị ở đảo Bantayan ở phía tây của Bantayan, Cebu, còn các phía khác là Biển Visayan. Theo điều tra dân số năm 2000, đô thị này có dân số 30.673 người. Diện tích là 23,95 km2.

## Các đơn vị dân cư
Madridejos được chia thành các đơn vị hành chính gồm 14 khu dân cư (khu phố) (barangay).
- Bunakan
- Kangwayan
- Kaongkod
- Kodia
- Maalat
- Malbago
- Mancilang
- Pili
- Poblacion
- San Agustin
- Tabagak
- Talangnan
- Tarong
- Tugas